# Phumosia waterloti
Phumosia waterloti este o specie de muște din genul Phumosia, familia Calliphoridae. A fost descrisă pentru prima dată de Seguy în anul 1926.
Este endemică în Madagascar. Conform Catalogue of Life specia Phumosia waterloti nu are subspecii cunoscute.